# Sa Conillera (Eivissa)
La Conillera o sa Conillera és una illa situada al litoral occidental del nord de l'illa d'Eivissa. Es troba a 6.1 quilòmetres a l'oest de la ciutat de Sant Antoni de Portmany i és una de les illes més petites de l'arxipèlag balear. L'illa té una àrea d'aproximadament 100 hectàrees i té forma allargada: de nord a del sud fa 2,1 quilòmetres. Majoritàriament és envoltada per aigües profundes amb un perímetre costaner costerut.

## Nom
Es tracta d'un topònim que la tradició relaciona amb l'abundància de conills, com també és el cas de l'illa dels Conills de vora Cabrera. No obstant això, cal notar que no hi ha cap notícia que porti a pensar que en aquestes illes els conills han estat mai més abundants que en altres illes. És per això que, com a alternativa, hom ha relacionat aquests dos noms i els de molts altres indrets de la costa catalana amb el mot ibèric cuniculum 'galeria subterrània', que fou manllevat pel llatí per anomenar els conills però que també fa referència a les seves llorigueres, i així podria fer referència a les nombroses coves que hi ha a l'entorn. En el cas de la Conillera d'Eivissa, també és possible que sigui un topònim derivat del nom d'un propietari, atès que el 1279 es documenta un Bernat de les Conilleres en una relació de pobladors de Portmany. Es tracta d'un topònim documentat a partir del segle xiii que, antigament, feia referència a tota una propietat, que comprenia tots els illots de Portmany i la costa d'Eivissa de davant els illots.

## El far
El far de l'illa va ser construït el 1857. La torre està situada sobre un edifici circular, al qual, el 1908, s'afegiren les dues habitacions annexes. Es troba a l'extrem nord-occidental de l'illa i la llanterna és a 85 metres sobre el nivell del mar. En condicions normals, la llum té una gamma de 18 milles nàutiques (33 km). L'aspecte de la llum és d'un grup de quatre flaixos brillants cada 20 segons. El far és una torre blanca d'uns 18 metres d'alçada. 

## Ecologia

### Flora
La terra és rocosa i àrida i permet poca vegetació a part d'arbusts i plantes baixes com el romaní, la farigola i la Ruda, els quals creixen amb abundància. A l'illa hi ha també, encara que de forma menys abundant, mata, pins baixos i Ginebrers, molts dels quals el vent ha transformat en formes arbustives que destaquen mitjançant clapes verdes en el paisatge dur.

### Fauna
Hi ha hagut diverses espècie endèmica va enregistrar tan de vida en l'illa. Hi ha un tipus de Cicàdid, que fa un cant monotò similar al so d'una serp de collaret, que es pot sentir arreu de l'illa. Hi ha també una subespècie de la sargantana de les Pitiüses. Hi ha també una colònia del falcó marí, un rapinyaire en perill d'extinció. L'illa també té una gran població de gavines i cormorants. L'illa rep el seu nom (conillera) del llatí "covejiptus" que significa: illa amb moltes coves marines.

## Curiositats

### La llegenda d'Anníbal
Hi ha una llegenda que diu que el general cartaginès Hanníbal Barca va néixer en aquesta illa. La història conta que el pare d'Anníbal, Hamílcar Barca i la seva muller eren a bord un vaixell de guerra i mentre vorejaven la costa d'Eivissa van ser sorpresos per una forta tempesta. Amílcar va ordenar el seu capità trobar un port segur per a resguardar-se de la tempesta. El vaixell es refugià en una entrada al costat sud de l'illa. La dona d'Amílcar, en avançat estat de gestació, fou portada a terra i el grup es refugià en una cova dels penya-segats de l'illa. Al cap de poc, i gràcies als déus Tanit i Bes, va donar llum a Anníbal. La cova que hi ha al costat del sud de l'illa és encara anomenada sa Casa d'Hanníbal. L'origen d'aquesta llegenda és en un passatge de l'autor romà Plini el Vell, que escrigué sobre un illot anomenat Parva Hannibalis, i que, per un error en la lectura del text, hom cregué que hi havia nascut Hanníbal.

### Pirates
Recentment es varen trobar tres esquelets a l'illa. Amb la radiodatació amb carboni foren datats de principis del segle xvi i es creu que podrien ser les restes de pirates que havien estat duits a l'illa per executar-los. Un dels esquelets tenia una bala de plom allotjada a la columna vertebral mentre que els altres dos mostraven signes de tortura. Un de les víctimes de tortura havia estat decapitada, però el seu crani no va aparèixer a l'illa.